# Saint-Flour (Puy-de-Dôme)
Saint-Flour település Franciaországban, Puy-de-Dôme megyében. Lakosainak száma 272 fő (2022. január 1.). Saint-Flour Courpière, Domaize, Saint-Dier-d’Auvergne, Sauviat és Trézioux községekkel határos.

## Népesség
A település népessége az elmúlt években az alábbi módon változott:
| Lakosok száma | 270  | 281  | 286  | 285  | 282  | 279  | 277  | 275  | 272  |
|               | 2013 | 2015 | 2016 | 2017 | 2018 | 2019 | 2020 | 2021 | 2022 |